# Harald Thon
Harald Thon (* 1954; † 28. Dezember 2019) war ein norwegischer Orientierungsläufer.
Harald Thon war der ältere Bruder des Weltklasse-Orientierungsläufer Øyvin Thon, der 1979 und 1981 Einzelweltmeister wurde und insgesamt fünfmal mit der Staffel die Weltmeisterschaft gewann. Als Teil dieser norwegischen Staffel der 1980er Jahre wurde Harald Thon selbst 1981 und 1983 Weltmeister. Bei den Weltmeisterschaften 1981 im schweizerischen Thun wurde er 10. im Einzellauf. Bei Nordischen Meisterschaften gewann er drei Bronze- und eine Silbermedaille, wobei seine Bronzemedaille von 1980, als er im Einzellauf hinter Lars Lönnkvist aus Schweden und Tore Sagvolden aus Norwegen Dritter wurde, sein bestes Einzelresultat bei internationalen Meisterschaften darstellte.

## Platzierungen
| Weltmeisterschaften | Einzel | Staffel |
| ------------------- | ------ | ------- |
| 1981 Thun           | 10.    | 1.      |
| 1983 Zalaegerszeg   |        | 1.      |

| Nord. Meisterschaften | Einzel | Staffel |
| --------------------- | ------ | ------- |
| 1980 Borlänge         | 3.     | 3.      |
| 1982 Bornholm         | 17.    | 3.      |
| 1984 Tromsø           | 10.    | 2.      |